# Rosa transcaucasica
Rosa transcaucasica — вид рослин з родини трояндових (Rosaceae).

## Опис
Кущ 1–1.5 метра заввишки, кора червоно-коричнева, зморшкувата; шипи прямі або субсерпоподібної форми, з боків стиснуті, розширені біля основи. Листки 4–7 см у довжину, листочків 5–7, приблизно рівні, малі, 12–20 мм у довжину, 10–15 мм у ширину, широко еліптичні, з обох сторін часто залозисті, край субподвійно зубчастий; рахіс залозистий, рідко запушений. 

## Поширення
Вид зростає в Грузії й Азербайджані.